# Vätti
Vätti est un quartier du district Länsikeskus à Turku en Finlande,.

## Description
Vätti est bâti de maisons individuelles, d'immeubles de la zone résidentielle d'Hepokulta et de bâtiments industriels.
Vätti abrite une maison de retraite.
Le ruisseau Kovaso traverse Vätti.

## Galerie

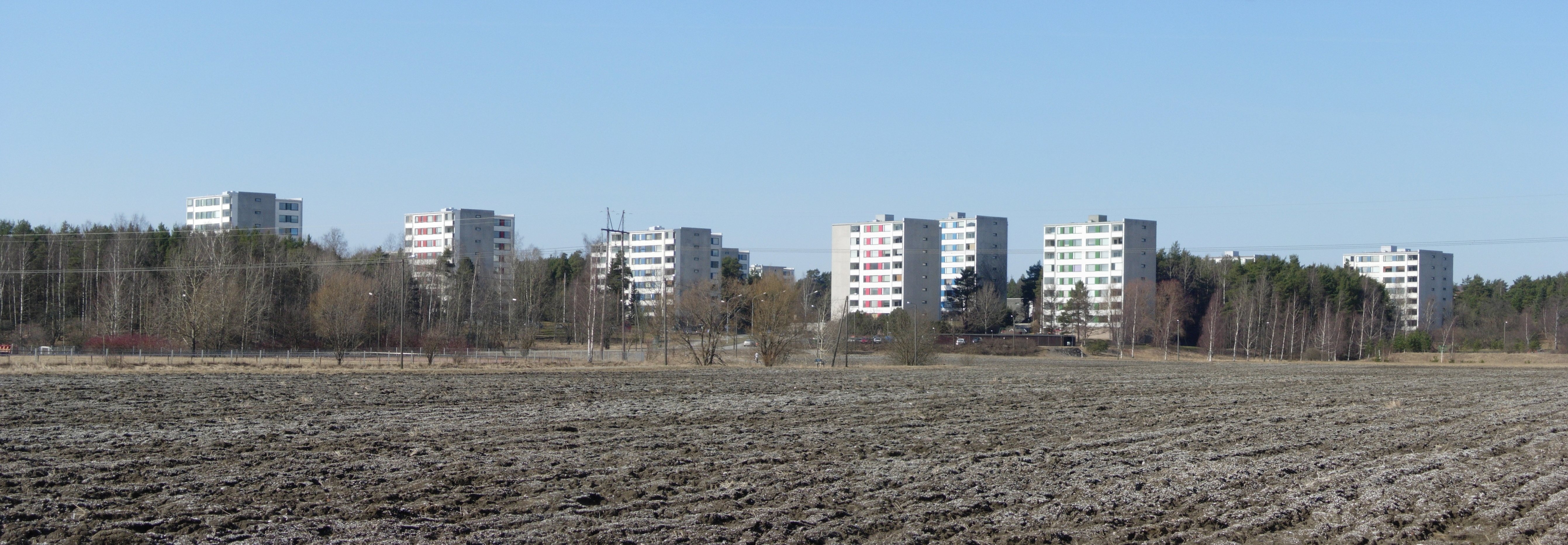
Immeubles d'Hepokulta.

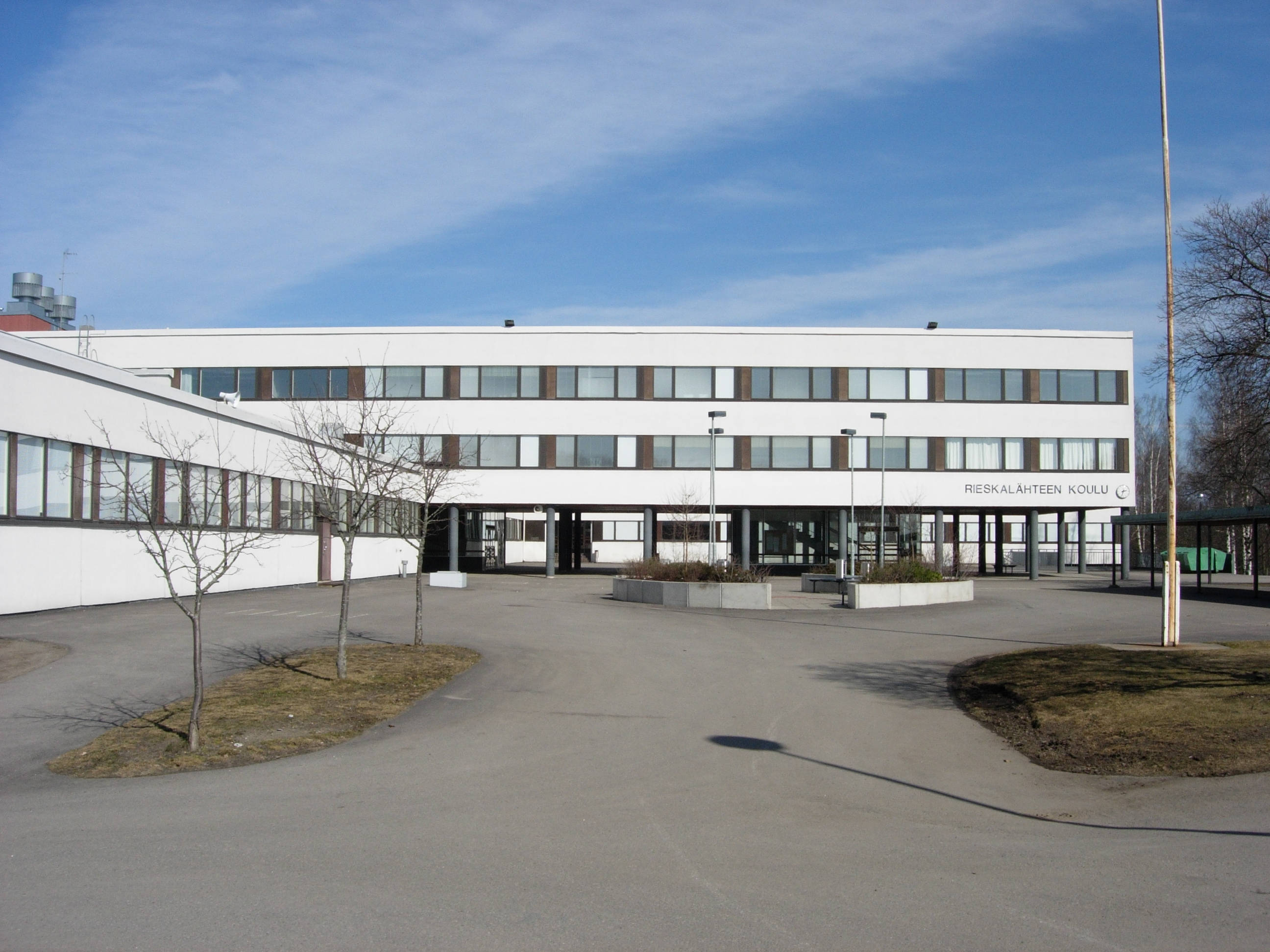
École de Rieskalähti.
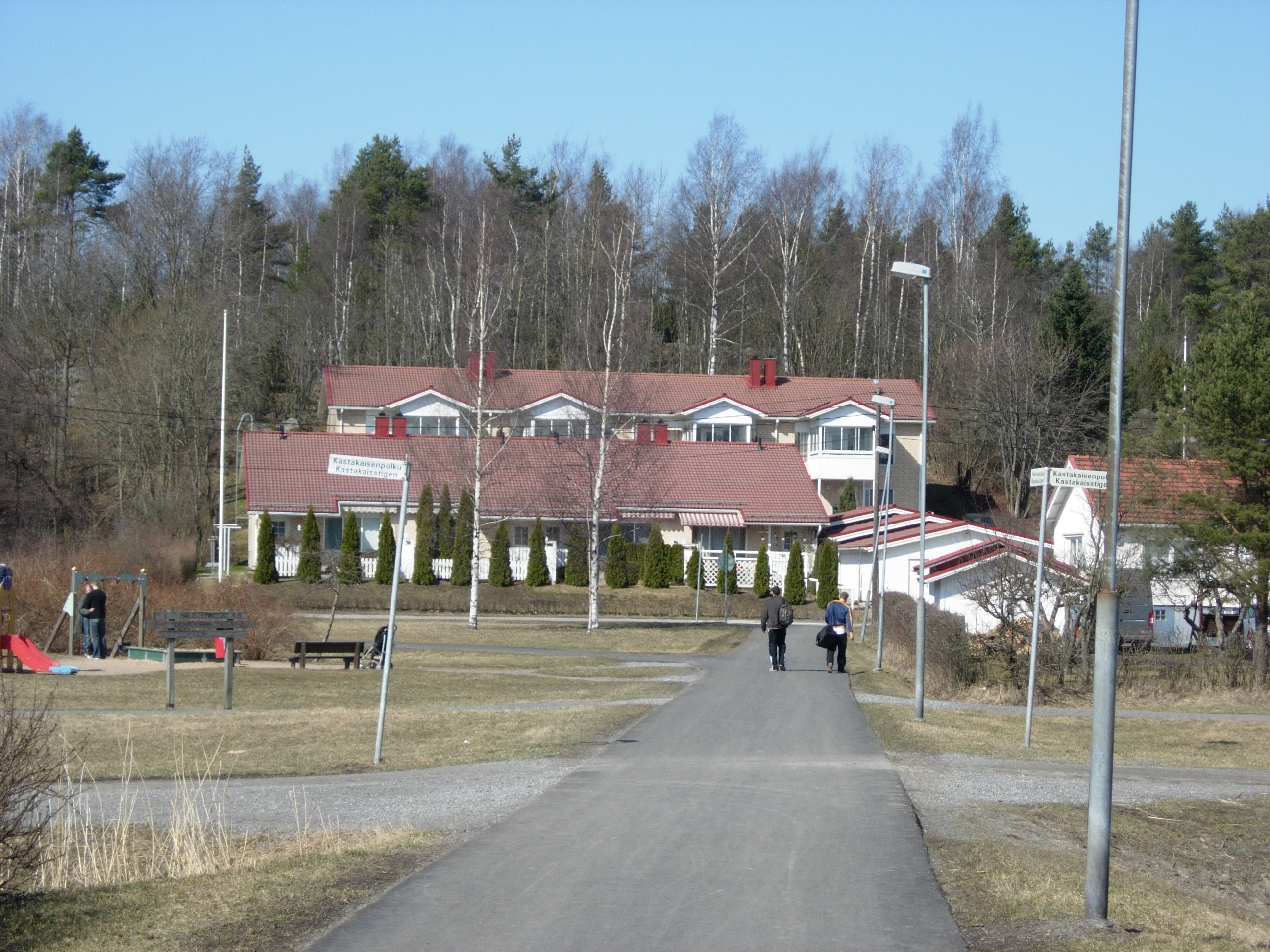
Vätinpuisto.
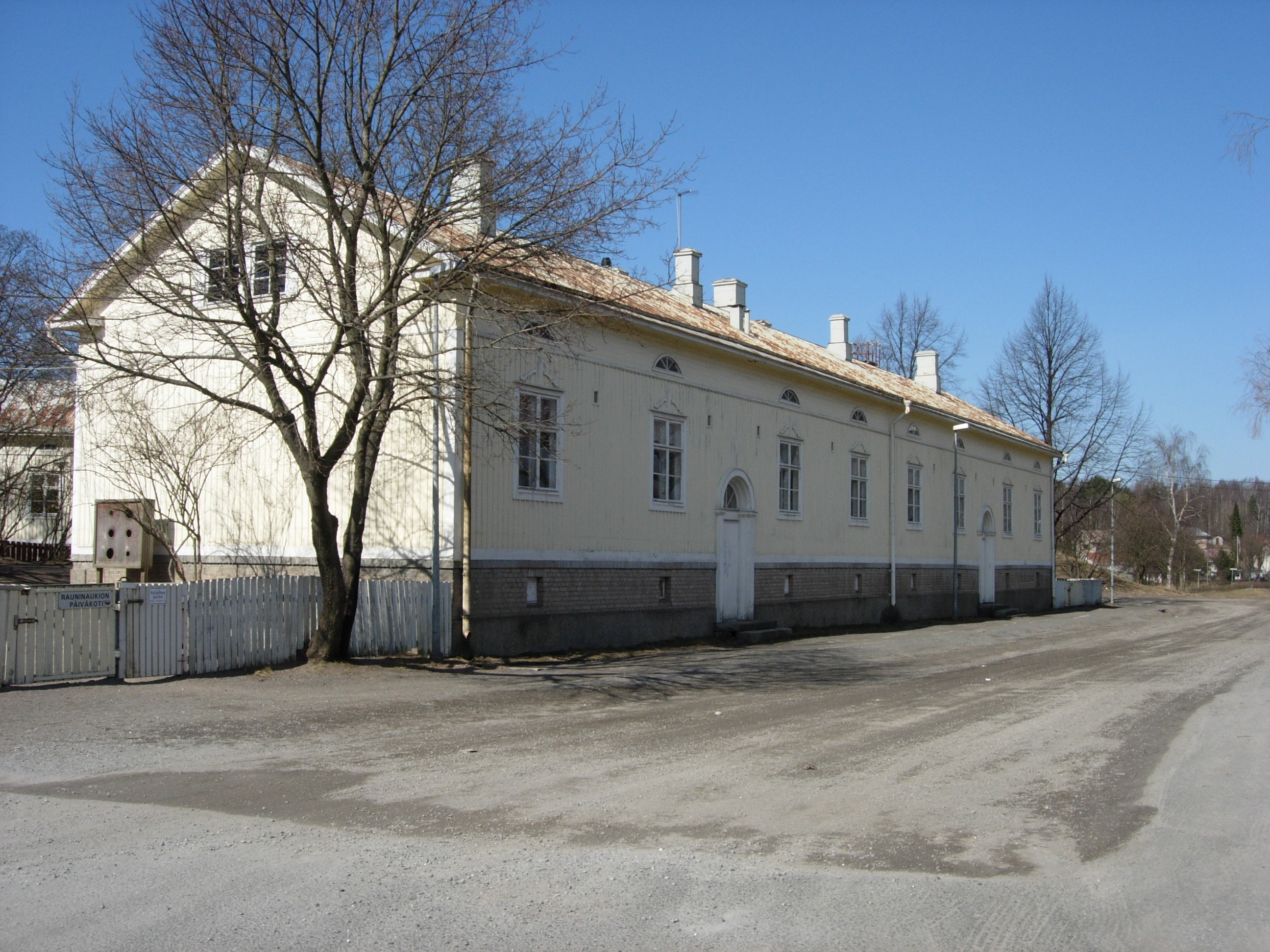
Jardin d'enfants de Rauninaukio.
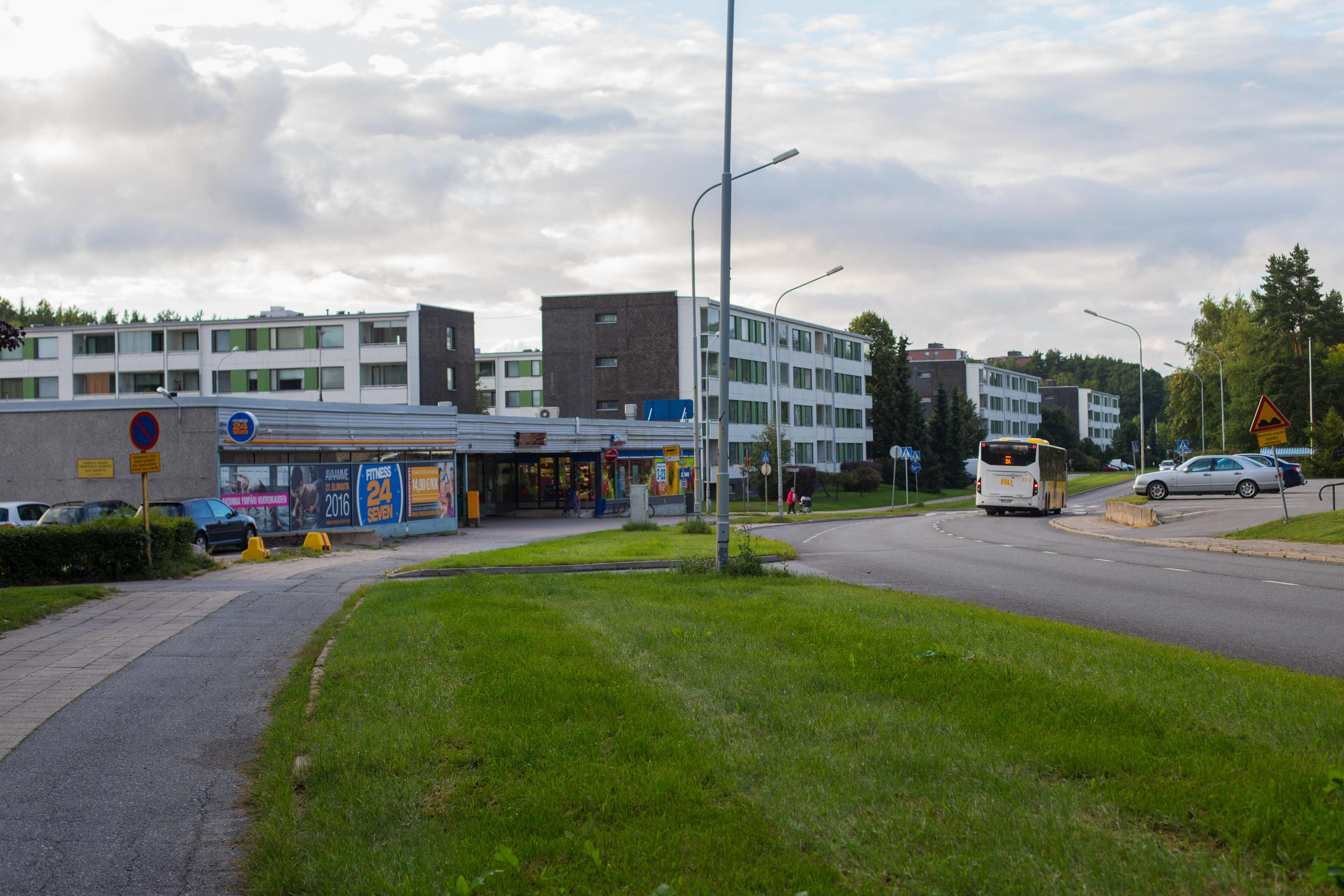
Varkkavuorenkatu.